# 忍者
忍者（日语：にんじゃ）是日本自鎌倉時代至江戶時代（约1185年到1867年）出現的一種特殊職業身份，其工作類似現代的特務間諜與情報人員。“忍”即“隱”，有漢語語詞“隱忍”，另有異名稱為「乱破」、「素破」、「草」、「奪口」、「かまり」（斥候）。
忍者們接受忍术（即秘密行动的技术）的训练，主要從事間諜活動。像日本武士的武士道一样，忍者也遵循一套自己引以为荣的专门规范（忍道），接受修驗道的術法修行，如常用的咒術、氣合術、手印包括“九字護身法”与“摩利支天法”等。
有不少忍者的传奇故事。忍者盛行於日本戰國時代，效力於大名，执行情报收集、刺殺等秘密任务。直到德川幕府將其納入正式編制後，進入最興盛的年代。不過，雖然如此，但正式的史書上對忍者卻只有斷斷續續的支字片語，也因如此，後人對忍者也就有更多的神秘感。當時關東稱忍者為，關西稱。英国史学家约翰·曼认为小野田寬郎是世界上最后一个忍者。
忍者經常穿著深蓝或深紫色的服飾，因此容易隱匿於星夜之中。一般影视作品都为忍者角色作出纯黑色的喬装，其实是一误解。

## 階級組織

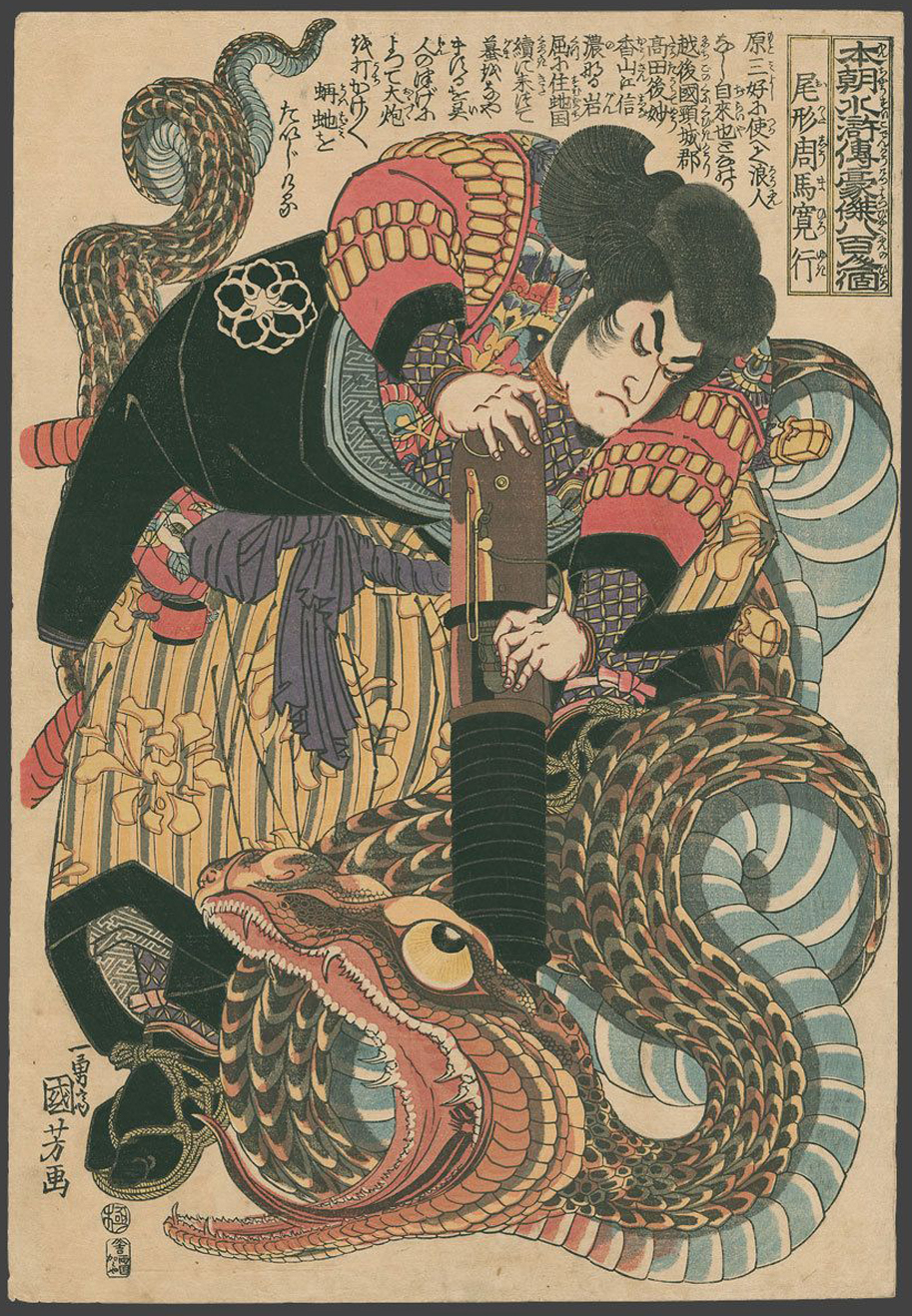
歌川國芳的忍者浮世繪，描述「児雷也豪傑譚」故事中的主角忍者

按照阶级，忍者又分上、中、下忍三種。上忍，又称“智囊忍”，专司策略布局的统领工作。中忍，是实际对战的灵魂头目，忍术也有一定的水准。下忍，也称“体忍”，是最前方与敌军交手的实际接触人员。
忍术流派以伊贺（三重县西北部）、甲贺（滋贺县南部）两地为本，其它的有青森中川流、山形羽黑流、新潟上杉流、加治流、长野甲阳流、芥川流等。
忍术分为阴忍以及阳忍：“阴忍”强调隐身潜入敌人内部进行刺探或破坏活动，“阳忍”强调在大庭广众之下运用智谋取胜。
日语中把女忍者称为「くノ一」（ku-no-ichi）。这是因为平假名的く，片假名的ノ，漢字的一，合起来是汉字“女”。

### 階級
战国時代·安土桃山時代
- 上忍
- 中忍
- 下忍

江戶時代
- 广敷伊贺者
- 明屋敷番伊贺者
- 西山丸伊贺者
- 小普请方伊贺者
- 火枪百人組 
  - 伊贺組与力
  - 伊贺組同心
  - 甲贺組与力
  - 甲贺組同心
- 目付配下 
  - 徒目付
  - 小人目付
- 将军直属
  - 御庭番

## 忍術
忍者的特殊能力稱為忍術，於現代常被夸张，如隐形、变成动物、高楼躍下和飞行能力。还有一些来自于作家和电影业影響。事实上一些神话来自于人们目睹了忍者的技艺表演后，有些所见的忍者是那些常常在不同城镇靠卖艺为生的演員和魔術師。
在西方流行文化中，忍者被描述为一種使用特製器械的武术家又有一些東方神秘氣功之類印象，运用各种奇异武器和特種部隊技巧来完成任务。他们身穿传说中的装束為深色衣服，包头只露双眼。这些所有描述经常构成西方小说情节，让忍者作为虚构情节中的超级英雄或超级坏蛋（任务多在亚太地区）。忍者除了使用短型武士刀外還有几种特殊武器对抗敌人，最出名的应该是手裡劍、苦無和鎖鎌。聪明地利用使武器也成为一种工具，例如用剑鞘的绳索在树杈间形成吊床。

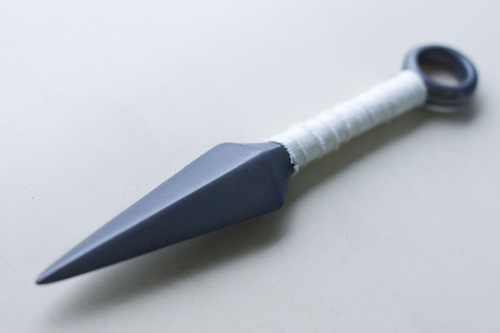
苦無
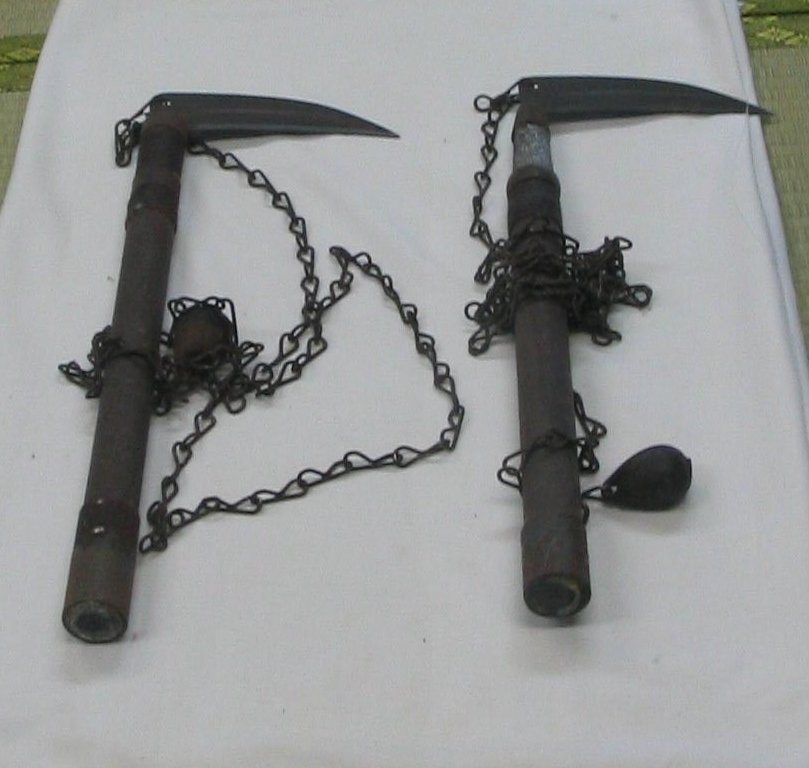
鎖鎌
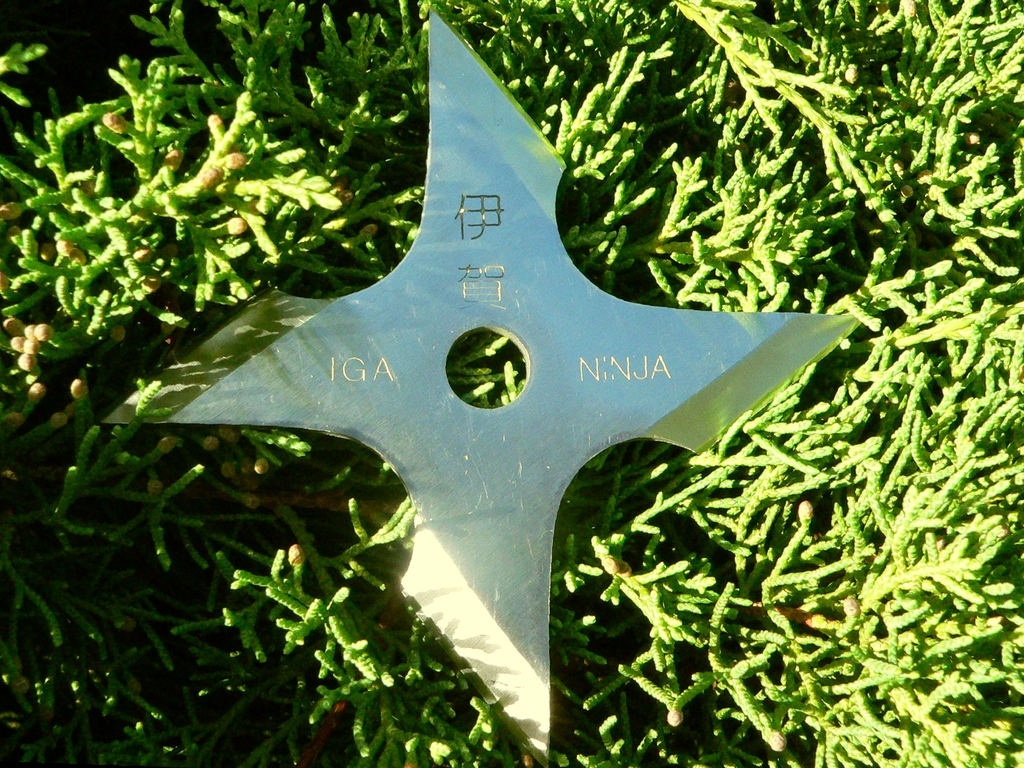
“卍”字型手裏劍
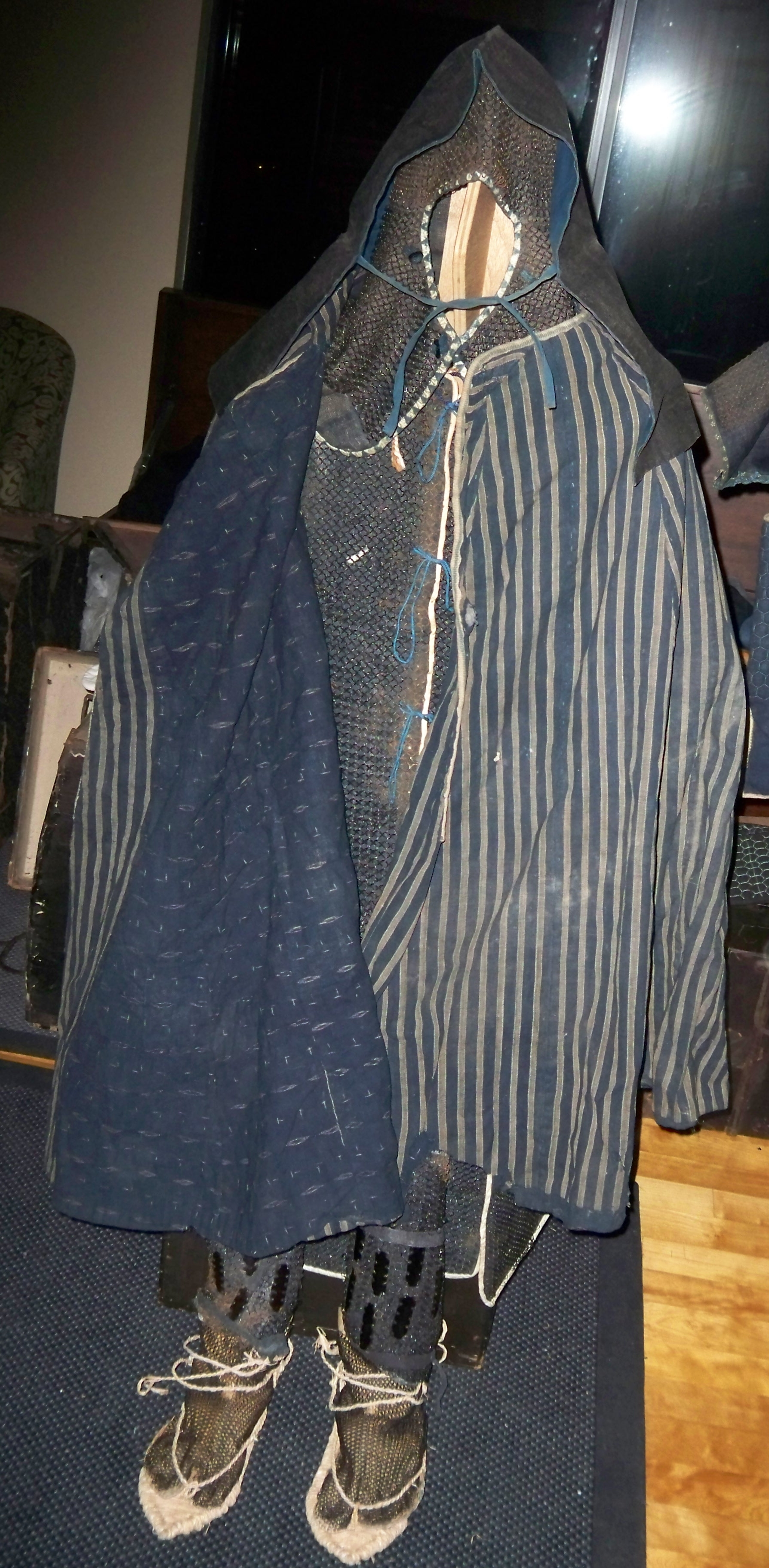
考據的忍者服裝

### 忍術流派
| |                                                                                            |
| - 伊賀流 - 甲賀流 - 黑脛巾組 - 義經流 - 風魔 - 三者（透波） - 轩猿 - 饗談 - 根来眾 - 偷組 - 相良忍軍 - 山潛眾（薩摩忍者） | - 間盜役 - 御庭番 - 戶隱流 - 世鬼眾（外聞） - 座頭眾 - 德岡眾 - 鉢屋眾 - 早道之者 - 羽黑流 |

## 忍者記載人物
| | | |
| 伊賀 - 百地丹波(三太夫) - 服部保長 - 服部正成(半藏) - 保田元則 - 服部康成 - 藤林保豐 - 楠木正成 - 柘植清廣(三之丞) - 御色多由也 - 石川五右衛門 - 森田淨雲 - 植田光次 - 瀧野吉政 - 夏燒大夫 - 伊勢義盛 - 松尾芭蕉 - 松下常慶 - 伊賀崎道順(楯岡) - 神戶小南 - 城戶彌左衛門 - 甲山四郎 - 甲山左衛門 - 野村孫太夫 - 新堂小太郎 - 高羽左衛門 - 上月佐助(木猿) - 下柘植小猿 - 山田八右衛門 甲賀 - 望月吉棟 - 大伴細人 - 山中俊房 - 山中長俊 - 山中俊好 - 多羅尾光俊 - 杉谷善住坊 - 和田惟政 - 和田惟長 - 伴長信 - 鵜飼孫六 - 篠山資忠 - 篠山景春(理兵衛) - 夏見角助 - 高山重友 - 高山友照 - 中村一氏 - 三雲成持 - 青山虎之助 - 魚住源吾 - 芥川義距 - 栗山利安 - 高峰蔵人 - 山岡景友(道阿彌) - 戶澤白雲齋 - 川上仁一 | 饗談 - 瀧川益重 - 瀧川一益 - 前田利益(慶次) 風魔 - 風魔小太郎 - 二曲輪豬助 軒猿 - 加藤段藏 - 中西某 戶隱&透波(真田) - 仁科大助 - 望月千代女 - 割田重勝<真田忍者> - 唐澤玄蕃<真田忍者> - 霧隱才藏<真田忍者> - 猿飛佐助<真田忍者> - 出浦盛清(守清?)<真田忍者> - 高坂甚內---->透波 - 禰津信政(神平)<真田忍者> - 禰津昌月(潜竜斎)<真田忍者> - 橫谷幸重(左近)<真田忍者> - 鷲塚佐太夫<真田忍者> - 来福寺左京<真田忍者> - 角田新右衛門<真田忍者> - 忍者八右衛門<真田忍者> - 田村角内<真田忍者> - 割田新兵衛<真田忍者> - 初見良昭 世鬼(世木一族、外聞) - 世鬼政任 - 世鬼政時 - 世鬼政定 - 世木政久 - 佐田彥四郎 座頭 - 座頭角都 德岡(遁甲術忍者) - 德岡利兵衛 - 德岡久兵衛 | 黑脛巾 - 鹿折信濃 (及川時兼) - 安部重定 - 柳原戶兵衛 - 大林坊俊海 - 世瀬藏人 - 太宰金助 - 橫山準人 根來(鐵砲忍者) - 津田算長 - 津田算正 - 津田妙算 - 杉之坊照算 間盜役 - 唐專太郎 羽黑 - 土佐林禪棟 鉢屋 - 鉢屋彌三郎 - 笛師銀兵衛 薩摩(山潛) - 塩田甚太夫 - 益満休之助 丹波 - 石川頼明 - 竜野実道 關破 - 名和武顯 其他(不明流派) - 朝比奈正成 - 渥美源吾 - 香勾高遠 - 中根正盛 - 初芽局 - 熊坂長範 - 袴垂保輔 - 畑時能 - 多胡彌 - 間宮林蔵 - 宍戶梅軒 - 阿江 - 麻先 - 丁于軒 |

## 忍者所使用的武器

### 攻擊型武器
- 苦無
- 手裏劍（有卍字、三角、品字、十字等形狀）
- 飛鏢、袖劍、柳葉刀、飛刀
- 短刀或匕首
- 刃棍（棍頭端有刀刃）
- 鎖鐮
- 鐵尺
- 長刀
- 峨嵋刺(於戰國時代中期傳入，為女忍者常用武器之一。)

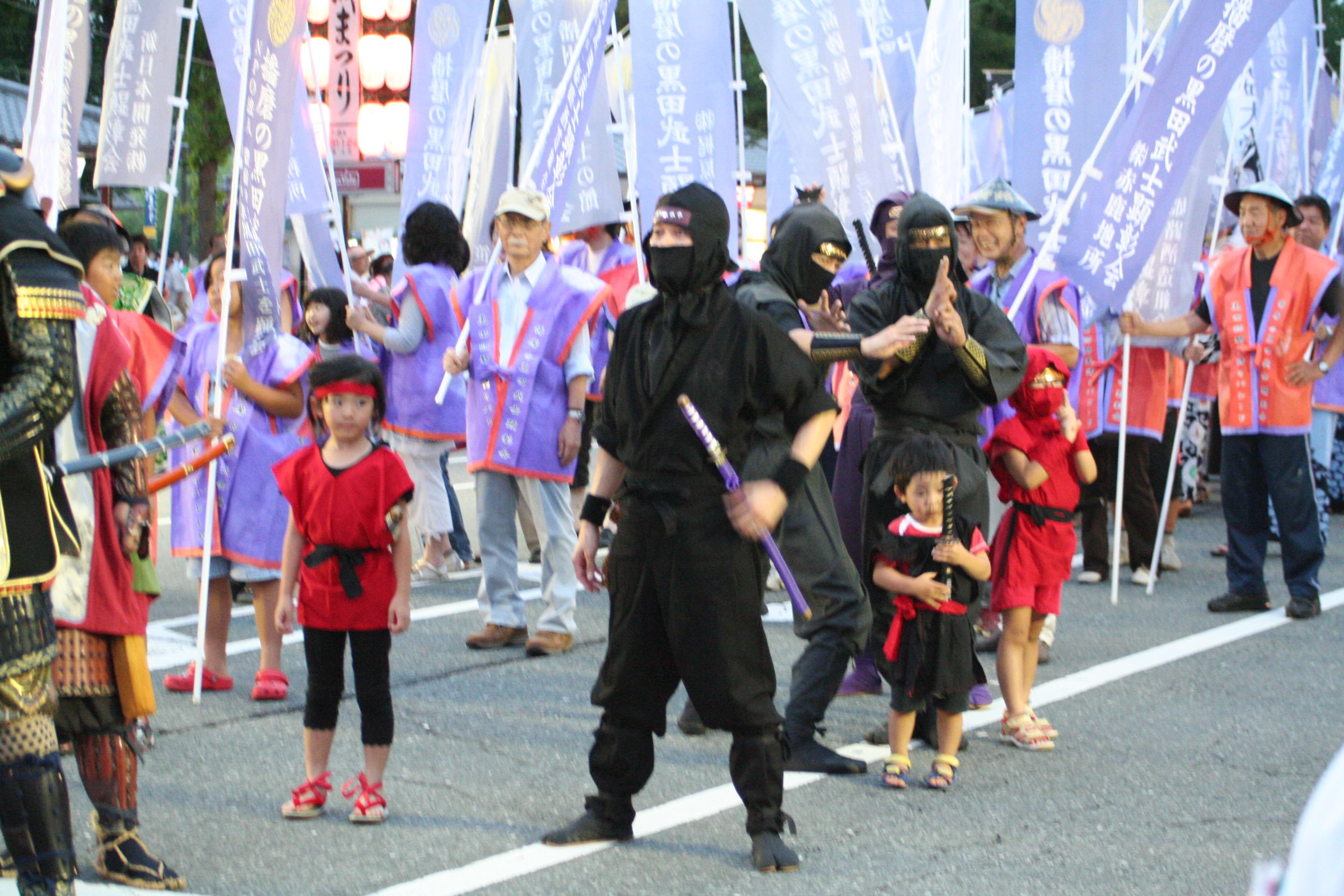
忍者文化愛好者

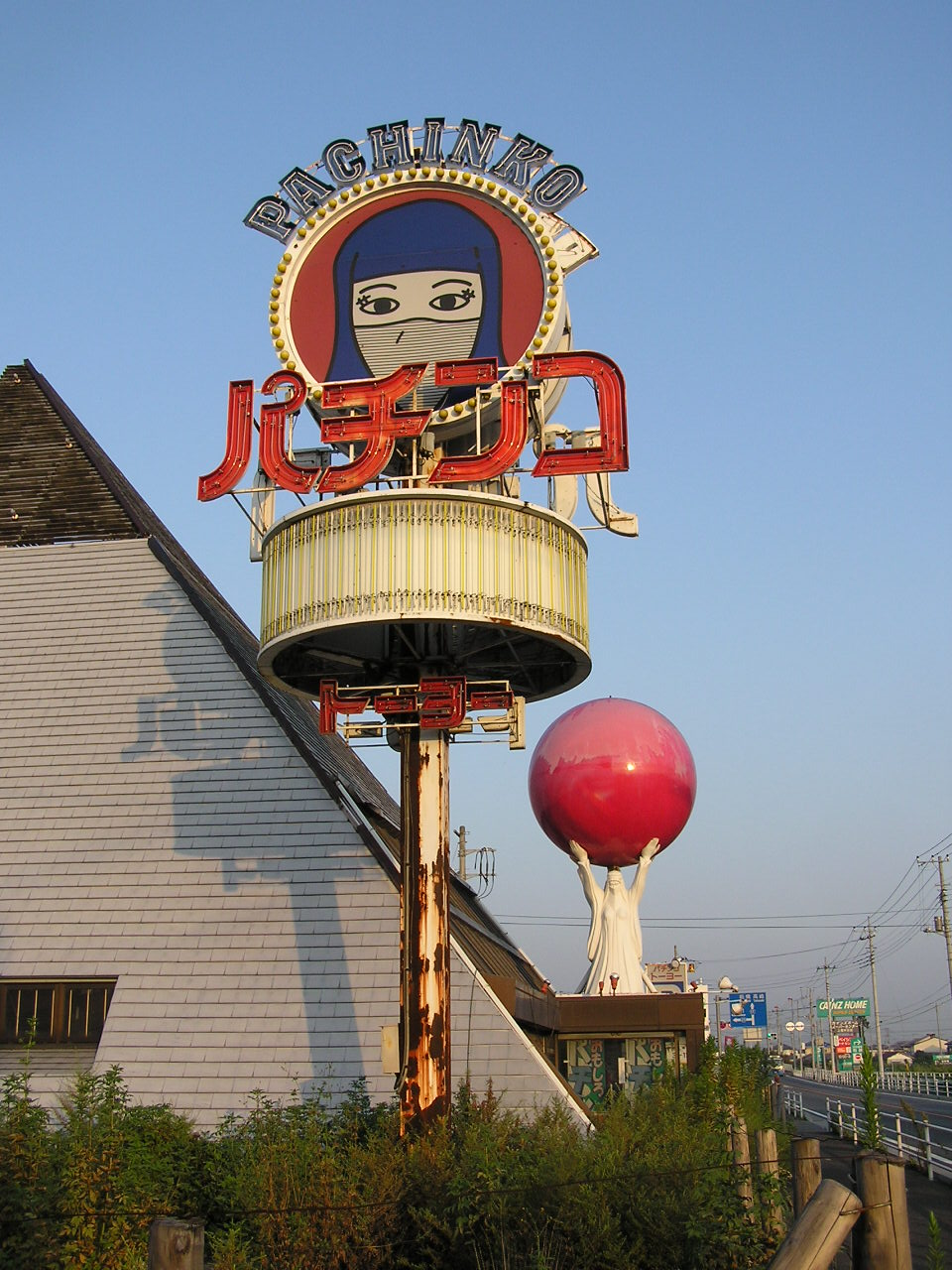
現代忍者主題柏青哥

- 流星錘
- 拳刃
- 鐵爪
- 長弓
- 短弩
- 十字弩
- 吹箭
- 戒刀

### 防禦型武器道具
- 藥粉（通常為蒙汗藥、斷腸紅等毒藥粉）
- 爆裂彈
- 煙霧彈
- 毒氣彈
- 枴杖刀
- 忍者竹筒（有六節，每一節都有不同武器或道具可使用）
- 鐵笛
- 鐵扇
- 禪杖
- 繩索
- 針灸用針

（以上防禦型道具、武器都是乘人不備或被暗殺對象毫無注意時，突然攻擊。）

## 外部連結
- 忍者中國會員區
- 时代剧复兴计划国际宣传组:忍者
- 东映京都电影城 （页面存档备份，存于）
  - (1)
  - (2)